# David Rodríguez Sánchez
David Rodríguez Sánchez, né le 14 février 1986 à Talavera de la Reina, est un footballeur espagnol évoluant au poste d'attaquant au Racing de Santander.

## Biographie
Le 31 janvier 2014, il rejoint Brighton & Hove Albion.

## Palmarès
CA Osasuna
- Segunda División
  - 2019